# Hassan Konopacki
Hassan Konopacki (biał. Гасан Амуратавіч Канапацкі, Hasan Amuratawicz Kanapacki; ur. 13 lutego?/25 lutego 1879 w Mińsku, zm. 11 maja 1953 w Bydgoszczy) – białoruski, rosyjski i polski wojskowy, polityk i dziennikarz narodowości tatarskiej, blisko związany z białoruskim ruchem narodowym; pułkownik artylerii, uczestnik wojny japońsko-rosyjskiej 1904–1905 i I wojny światowej po stronie Rosji; w latach 1919–1920 dowódca białoruskich oddziałów wojskowych w składzie Wojska Polskiego, członek Białoruskiej Komisji Wojskowej; w okresie międzywojennym polityk i dziennikarz białoruskiej mniejszości narodowej w II Rzeczypospolitej; zwolennik budowy państwa białoruskiego we współpracy i z pomocą Polski.

## Życiorys

### Młodość i służba w wojsku rosyjskim

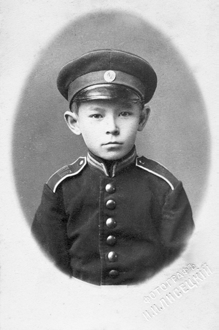
Hassan Konopacki w 1889 roku

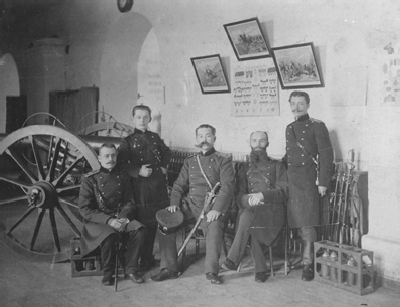
Hassan Konopacki (drugi z lewej) w Szkole Artyleryjskiej w Petersburgu

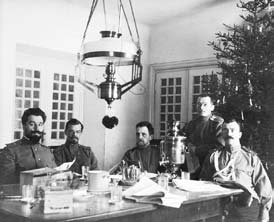
Narada w sztabie wojsk rosyjskich, I wojna światowa. Hassan Konopacki drugi z prawej

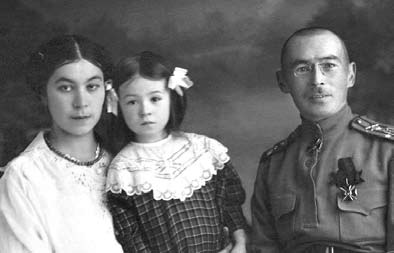
Hassan Konopacki z żoną Heleną i córką Tamarą

Urodził się 25 lutego 1879 roku w Mińsku, w Imperium Rosyjskim, w muzułmańskiej tatarskiej rodzinie szlacheckiej. Ukończył Połocki Korpus Kadetów i w 1897 roku Petersburską Szkołę Artyleryjską im. Konstantego. Podjął służbę wojskową w stopniu podporucznika w szeregach Armii Imperium Rosyjskiego. W 1904 roku został wysłany do obwodu zabajkalskiego, gdzie tworzona była 1 Syberyjska Brygada Artyleryjska. Został tam mianowany starszym oficerem 1 baterii. W latach 1904–1905 brał udział w wojnie japońsko-rosyjskiej. W bitwie pod Liaoyang w sierpniu 1904 roku został ranny. W 1906 roku jego brygada przeniosła się do Nerczyńska. Będąc oficerem 1. baterii pełnił szereg funkcji: członka Sądu Honorowego, członka Komisji Pożyczkowego Kapitału Oficerskiego, kierownika biblioteki oficerskiej. W 1909 roku został awansowany do stopnia kapitana. Zmienił miejsce pobytu z Nerczyńska na Błagowieszczeńsk nad Amurem, gdzie formował, a następnie dowodził 2. baterią 10 Syberyjskiej Brygady Artylerii Polowej. 8 września 1912 roku został odkomenderowany do Chabarowska w celu ćwiczenia rekrutów. Stamtąd na własną prośbę 13 października 1912 roku przeniósł się do 3 Brygady Artylerii Polowej do Kaługi. 18 lipca 1914 roku został mianowany dowódcą 5. baterii 57 Brygady Artylerii Polowej.
Hassan Konopacki brał udział w I wojnie światowej. Po 30 lipca 1914 roku został dowódcą 1. parku 57 Brygady Artylerii Polowej. 10 listopada 1916 roku mianowano go na dowódcę 6. baterii 69 Brygady Artylerii Polowej Frontu Zachodniego. Awansował do stopnia podpułkownika. 23 stycznia 1917 roku objął dowództwo nad 69 Brygadą Artylerii Polowej. 6 listopada 1917 roku awansował na pułkownika. W czasie walk na froncie został porażony gazami bojowymi, w wyniku czego przeniesiono go do Mińska na tyłowy punkt ewakuacyjny. 10 maja 1918 roku w związku z reformowaniem 69 Brygady Artylerii Polowej przekazał dokumenty i finanse Moskiewskiemu Obwodowemu Komisariatowi Spraw Wojskowych.

### Białoruska Komisja Wojskowa
Będąc w Mińsku Hassan Konopacki związał się ze środowiskiem działaczy białoruskiego ruchu narodowego. Po przeniesieniu się na teren pod kontrolą rządu Republiki Litewskiej podjął współpracę z tworzonymi przez niego białoruskimi oddziałami wojskowymi. Pod koniec grudnia 1918 roku został skierowany do formowanego w Wilnie 1 Białoruskiego Pułku Piechoty. W związku ze zbliżającą się do miasta Armią Czerwoną 27 grudnia ewakuował się wraz białoruskimi wojskowymi i większością działaczy do pozostającego jeszcze pod niemiecką okupacją Grodna.
W połowie 1919 roku, po odbiciu z rąk bolszewików Mińska przez Wojsko Polskie (WP), stał się zwolennikiem budowy państwa białoruskiego u boku II Rzeczypospolitej. Został członkiem Białoruskiej Komisji Wojskowej (BKW), najpierw jako kierownik wydziału wojskowego (pod koniec września), a później komisji organizacyjnej (na przełomie września i października). W połowie października 1919 roku wszedł w skład delegacji Białoruskiej Centralnej Rady Wileńszczyzny i Grodzieńszczyzny, która udała się do Warszawy na rozmowy z polskimi władzami na temat współpracy białorusko-polskiej. Delegacja przedstawiła stronie polskiej propozycję utworzenia białoruskiej dywizji oraz kandydatury na członków BKW. 22 października 1919 roku dekretem Józefa Piłsudskiego Hassan Konopacki został mianowany dowódcą białoruskich oddziałów wojskowych w składzie Wojska Polskiego, a także zatwierdzony jako członek Białoruskiej Komisji Wojskowej.
Jako priorytet podczas tworzenia białoruskich oddziałów Hassan Konopacki uważał przygotowanie kadr oficerskich i podoficerskich poprzez skierowanie ich na powtórne kursy oficerskie i kursy białorusoznawstwa, szczególnie w zakresie języka białoruskiego i przetłumaczonej nań terminologii wojskowej. Wraz z Pawłem Aleksiukiem i Alaksandrem Pruszynskim uczestniczył w rozmowach z polskimi władzami wojskowymi, w wyniku których w marcu 1920 roku otwarto 9-miesięczne kursy w Szkole Podchorążych w Warszawie i 3-miesięczne w Szkole Podoficerskiej w Ostrowi dla 100–120 Białorusinów.
W trakcie swojej pracy na stanowisku dowódcy białoruskich oddziałów Hassan Konopacki wszedł w konflikt z pozostałymi członkami BKW. Po sformowaniu sztabu uznał bowiem, że w sprawach wojskowych podlega wyłącznie dowództwu polskiemu, co oznaczało pozbawienie BKW wpływu na werbunek i zaciąg ochotników oraz jakiegokolwiek wpływu na formowanie białoruskiego wojska. Ponadto przyjmował do swego sztabu byłych oficerów armii Imperium Rosyjskiego, którzy byli całkowicie niezwiązani z białoruskim ruchem narodowym. Argumentował, że oficerowie przyjmowani przez BKW zdradzali więcej białoruskości, aniżeli wojskowości. Doprowadziło to do otwartego konfliktu na dwóch kolejnych posiedzeniach BKW 20 marca i 8 kwietnia 1920 roku. Podczas drugiego posiedzenia przewodniczący BKW Paweł Aleksiuk zarzucił Hassanowi Konopackiemu zatrzymanie sprawy organizacji białoruskich oddziałów, a szczególnie to, że sztab do tej pory nie wyznaczył miejsca formowania tych oddziałów i nie dokonał werbunku do szkół podoficerów. Pozostali członkowie BKW poparli zarzuty Pawła Aleksiuka, mimo faktu, że to właśnie on był kierownikiem werbunku i agitacji. Zdaniem historyka Olega Łatyszonka świadczy to o tym, że istotą konfliktu była sprawa podporządkowania dowództwa oddziałów białoruskich rozkazom BKW.
W tej sytuacji Hassan Konopacki 12 kwietnia 1920 roku podał się do dymisji, a 17 kwietnia potwierdził tę decyzję, powołując się na zły stan zdrowia (według innego źródła rezygnacja miała miejsce 9 kwietnia). Jednocześnie jednak rozpoczął starania w polskim Dowództwie Okręgu Etapowego (DOE) Mińsk i w dowództwie 4 Armii WP o nieprzyjęcie własnej dymisji oraz o usunięcie z BKW Pawła Aleksiuka, Antoniego Owsianika i A. Jakubeckiego. Oddział II DOE Mińsk uznał za wskazane, by pozostawić Hassana Konopackiego na dotychczasowym stanowisku i przydzielić mu jako adiutanta oficera WP, będącego jednocześnie oficerem łącznikowym z DOE Mińsk. Większość członków BKW z Pawłem Aleksiukiem na czele zagroziła dymisją w razie pozostania Hassana Konopackiego na stanowisku dowódcy białoruskich oddziałów, a także zaproponowała usunięcie go ze składu BKW. Naczelnik Państwa Józef Piłsudski przychylił się do wniosku grupy Pawła Aleksiuka. 22 maja udzielił dymisji Hassanowi Konopackiemu, na jego miejsce powołując Polaka, mjr. Józefa Tunguz-Zawiślaka. Hassan Konopacki został przeniesiony do tzw. wileńskiej rezerwy BKW. Odbywał tam szkolenie zgodne z polskimi regulaminami i nie miał prawa nosić munduru.

### Działalność na Litwie Środkowej i w Polsce
Od lata 1920 roku Hassan Konopacki mieszkał w Wilnie, gdzie kontynuował działalność w białoruskim ruchu narodowym. Pełnił funkcję zastępcy przewodniczącego Rady Starszych Białoruskiego Kółka Muzyczno-Dramatycznego i sekretarza Białoruskiego Zgromadzenia Obywatelskiego (BZO). Po rozłamie w BZO 21 września 1924 roku był wiceprzewodniczącym nowo utworzonej Tymczasowej Białoruskiej Rady (TBR). Skupiała ona zwolenników lojalnej współpracy z Polską, występując przeciwko Białoruskiemu Klubowi Poselskiemu i innym białoruskim organizacjom stojącym w opozycji do państwa polskiego. W kwietniu 1925 roku Hassan Konopacki wraz z J. Bekiszem i A. Łappo-Starzenieckim opuścił TBR, zarzucając na łamach prasy jej przewodniczącemu awanturnictwo, samowolę i zaniechanie walki o prawa Białorusinów. W odpowiedzi TBR stwierdzała, że żadnych wewnętrznych rozbieżności, czy to o pryncypialnym, czy to o taktycznym charakterze w Radzie nie było; były tylko nieporozumienia personalne, niemające nic wspólnego z ideologią. Jednocześnie TBR zarzucała Hassanowi Konopackiemu, który wówczas pełnił funkcję strażnika skarbnika w organizacji, brak sprawozdania finansowego.
Hassan Konopacki wchodził w skład towarzystwa „Białoruska Chatka” w Wilnie. Uczestniczył jako przedstawiciel Towarzystwa „Praswieta” (pol. „Oświata”) w zorganizowanym przez TBR zjeździe Zachodniej Białorusi 26–28 czerwca 1926 roku. Pisał artykuły dla wydawanych przez Towarzystwo gazet, podpisując się inicjałami: H.K. i H. K-i. Po przewrocie majowym 1926 roku wraz z Wsiewołodem Pawlukiewiczem, S. Druckim-Podbereskim, A. Kabyczkinem, Franciszkiem Alachnowiczem, Znamierowskim i B. Szyszkowem podejmował starania o otwarcie Klubu Inteligencji Białoruskiej. Po zatwierdzeniu Statutu znalazł się we władzach Klubu. Od 27 listopada 1927 roku do 2 kwietnia 1928 roku pracował jako kierownik redakcji gazety „Biełaruski Radny”, poświęconej sprawom samorządowym społeczności białoruskiej w Polsce. W czasie kampanii wyborczej do Sejmu i Senatu II kadencji w 1928 roku był przewodniczącym Centralnego Ogólno-Białoruskiego Ludowego Komitetu Wyborczego, zrzeszającego białoruskie organizacje życzliwie nastawione do państwa polskiego, wywodzące się z Białoruskiej Rady Narodowej. Komitet wystawił swoich kandydatów w Nowogródku i Lidzie, jednak nie odnieśli oni sukcesu w wyborach.

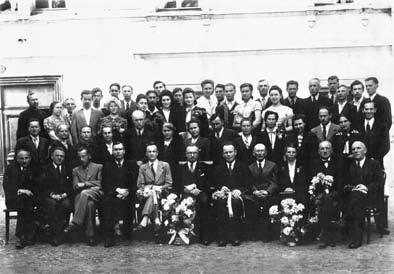
Maturzyści, nauczyciele i Komitet Rodzicielski Gimnazjum Białoruskiego w Wilnie w czasie niemieckiej okupacji. Czwarty od prawej siedzi Hassan Konopacki.

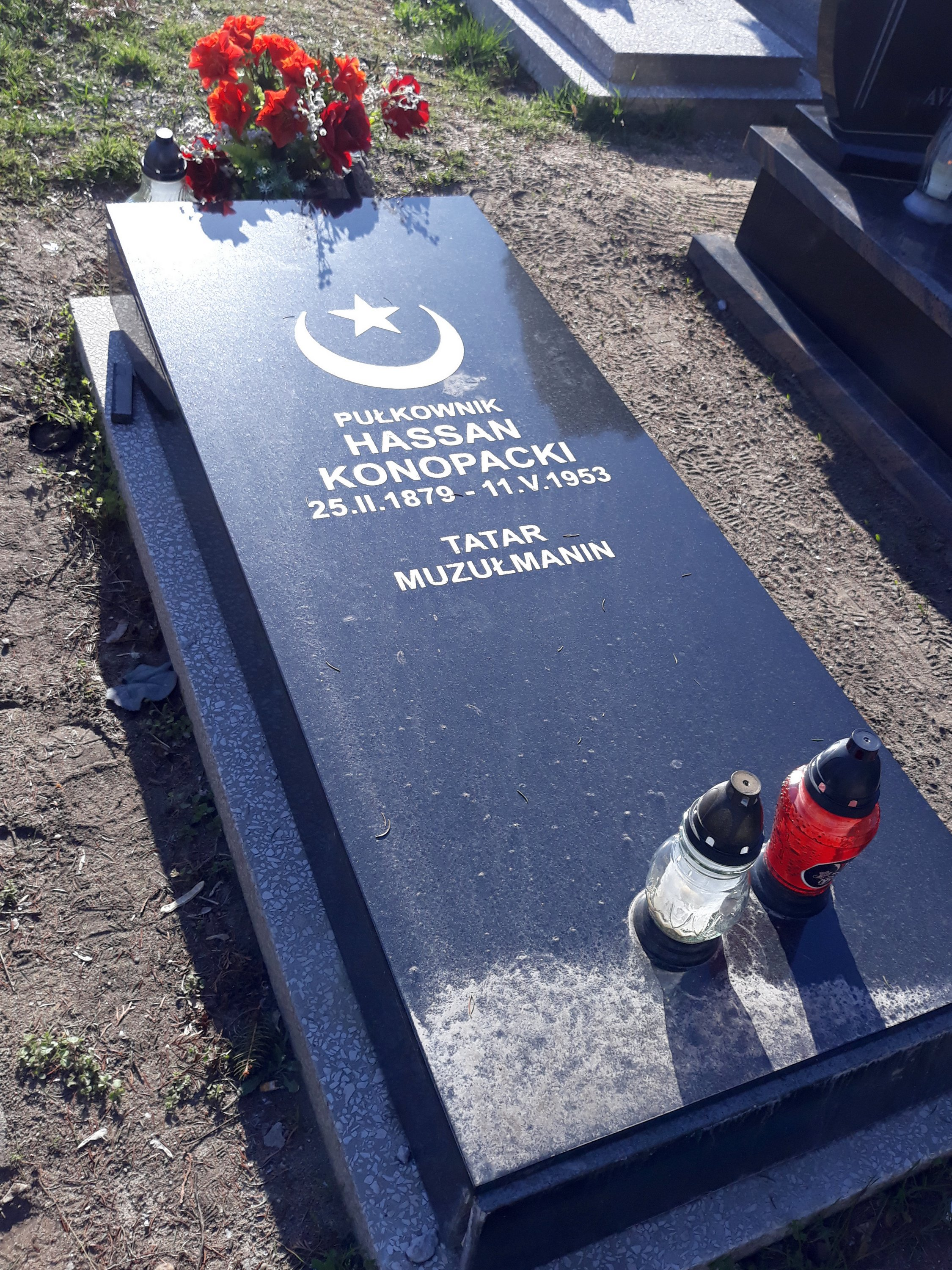
Nagrobek Hassana Konopackiego na Cmentarzu Komunalnym przy ul. Kcyńskiej w Bydgoszczy.

W czasie II wojny światowej współpracował z gazetą „Biełaruski Hołas” w Wilnie, która popierała politykę niemieckich władz okupacyjnych. Był przewodniczącym Komitetu Rodzicielskiego czynnego wówczas Gimnazjum Białoruskiego w Wilnie, w którym w latach 1941–1944 uczył się jego syn Maciej. W 1946 roku, w ramach akcji przesiedleńczej Polaków w nowe granice Polski, przeprowadził się wraz z żoną Heleną, córką Tamarą i synem Maciejem (Musą) (później należącym do prekursorów dialogu islamu z Kościołem katolickim w Polsce,) do Bydgoszczy. Tam zmarł 11 maja 1953 roku. Pochowany na Cmentarzu Komunalnym przy ul. Kcyńskiej w Bydgoszczy.

## Oceny
Historyk Helena Głogowska, oceniając działalność polityczną Hassana Konopackiego w okresie II Rzeczypospolitej, określiła go jako działacza białoruskiego lojalnego wobec państwa polskiego. Jego znaczenie w historii oceniła następująco:

Hassan Konopacki nie był ani wybitnym dowódcą, ani też działaczem politycznym pierwszej wielkości. Tym niemniej, jego udział w białoruskim ruchu narodowym jest widomym dowodem tego, iż nie tylko Białorusini gotowi byli walczyć o niepodległą Białoruś.

## Odznaczenia
- Order Świętej Anny (Imperium Rosyjskie) – za udział w wojnie japońsko-rosyjskiej w latach 1904−1905[2];
- Order Świętego Stanisława (Imperium Rosyjskie) – za udział w wojnie japońsko-rosyjskiej w latach 1904−1905[2];
- Order Świętej Anny II stopnia (Imperium Rosyjskie) – za udział w I wojnie światowej[4];
- Order Świętego Stanisława II stopnia (Imperium Rosyjskie) – za udział w I wojnie światowej[4];
- Order Świętego Włodzimierza IV stopnia (Imperium Rosyjskie) – za udział w I wojnie światowej[4].